# Correbia flavidorsalis
Correbia flavidorsalis là một loài bướm đêm thuộc phân họ Arctiinae, họ Erebidae.